# Échange de population entre la Pologne et l'Ukraine soviétique

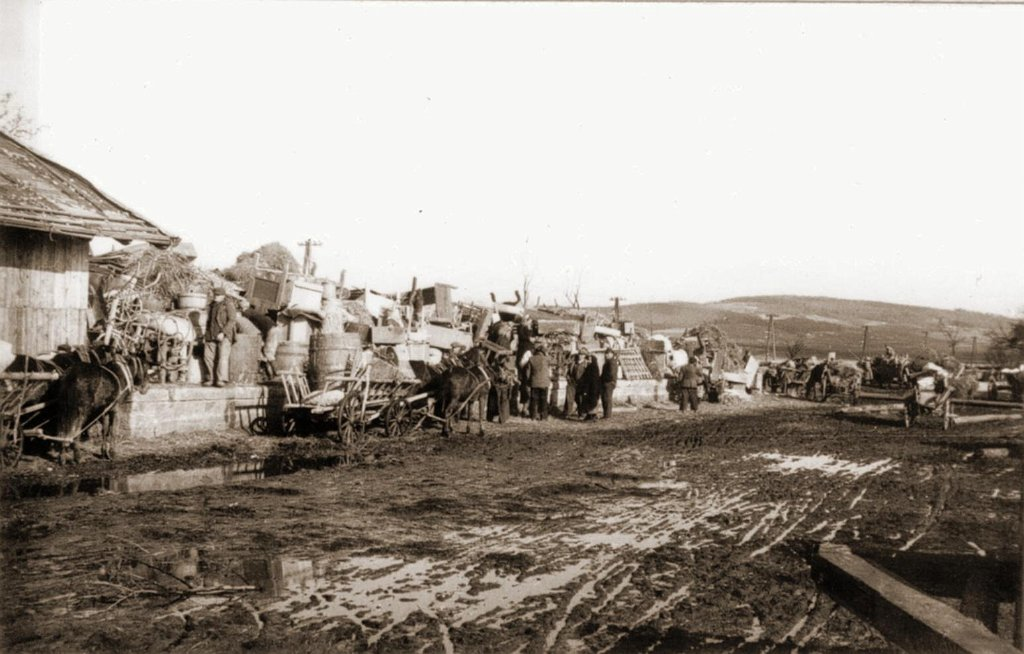
Départ des Ukrainiens de Nowosielce vers l'URSS, mars 1946.

L'échange de population entre la Pologne et l'Ukraine soviétique fait suite à un accord conclu le 9 septembre 1944 entre le Comité polonais de Libération nationale (PKWN) et le gouvernement de la République socialiste soviétique d'Ukraine (RSS d'Ukraine).

## Contexte
Le 9 septembre 1944, après la ratification de la nouvelle frontière entre la Pologne et l'Union soviétique, telle que décidée à la conférence de Yalta, Edward Osóbka-Morawski représentant PKWN et Nikita Khrouchtchev représentant la RSS d'Ukraine, signent un accord permettant l'échange d'un demi million d'Ukrainiens et d'environ 1,1 million de Polonais et de Juifs polonais de part et d'autre de la ligne Curzon.
Si les territoires du centre-est des républiques soviétiques restent inchangés, les régions les plus occidentales des RSS d'Ukraine et de Biélorussie connaissent une expansion spectaculaire au détriment de la deuxième République de Pologne. Le prétendu rapatriement concerne autant les populations rurales que les habitants des capitales provinciales dépouillées de leurs bassins économiques d'avant-guerre (Grodno, Brest, Lviv, Przemyśl). Environ 480 000 habitants de Zakerzonia (à l'ouest de la ligne Curzon) sont déplacés sur des territoires faisant désormais partie de l'Ukraine et de la Biélorussie soviétique.

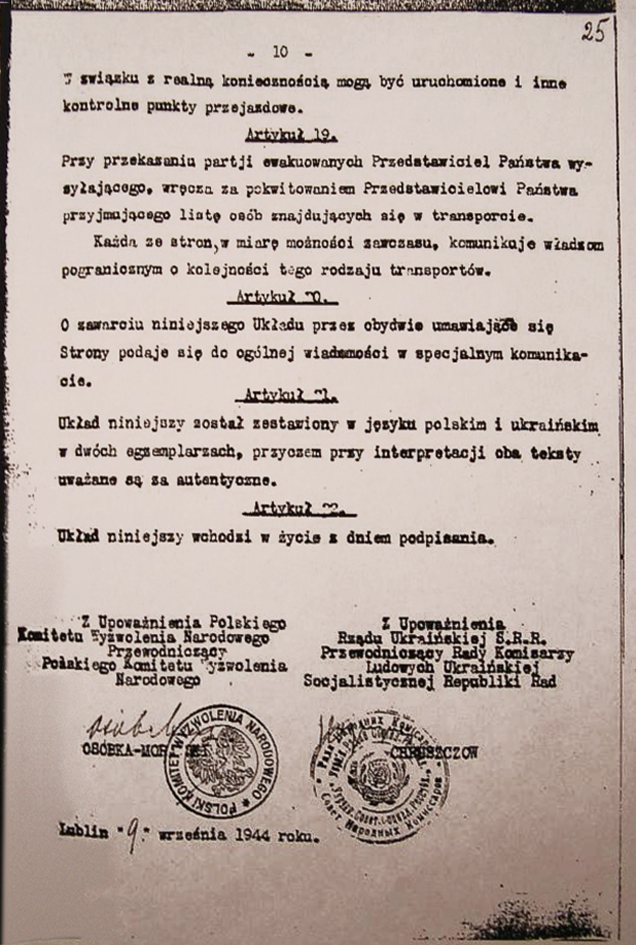
Dernière page de l'accord conclu le 9 septembre 1944.

L'accord prévoit que chaque individu doit se faire recenser en fonction de son appartenance ethnique et non en fonction de sa nationalité (comprendre citoyenneté). Les Ukrainiens résidant à l'ouest de la frontière doivent s'enregistrer auprès des autorités polonaises, tandis que les Polonais vivant à l'est de la frontière doivent s'enregistrer auprès du NKVD soviétique. Afin de garantir l'efficacité et d'éviter le roulage à vide, ce sont les mêmes trains qui doivent faire l'aller et le retour chargés des réfugiés de chaque camp.

## Sources
- « Les relations polono-ukrainiennes depuis la Seconde Guerre mondiale »,  Matériaux pour l'histoire de notre temps, 2001, no 61-62, p. 32-39, sur Persée.
- Catherine Gousseff, Échanger les peuples : le déplacement des minorités aux confins polono-soviétiques, 1944-1947, Paris, Fayard, 2015, 414 p. (ISBN 978-2-213-67189-5)
- Keith Lowe, L'Europe barbare, edi8, 2015, 601 p. (ISBN 978-2-262-06509-6, lire en ligne)